# Jesús Tonatiú López
Jesús Tonatiú López Álvarez (Hermosillo, 2 agosto 1997) è un mezzofondista messicano, specializzato negli 800 metri piani.

## Biografia
López ha debuttato internazionalmente nel 2013, partecipando ai Mondiali allievi in Ucraina. Ha gareggiato in ambito mondiale alle maggiori manifestazioni giovanili e vinto un oro alle Universiadi di Taipei 2017. L'anno seguente ha trionfato ai Giochi centramericani e caraibici in Colombia.
Il 1º maggio 2021 stabilisce a Leavenworth, Kansas, il nuovo primato nazionale sugli 800 m piani, che già gli apparteneva, con il tempo di 1'44"40.

## Palmarès
| Anno | Manifestazione       | Sede         | Evento      | Risultato  | Prestazione | Note |
| ---- | -------------------- | ------------ | ----------- | ---------- | ----------- | ---- |
| 2013 | Mondiali allievi     | Donec'k      | 800 m piani | Batteria   | 1'54"40     |      |
| 2014 | Mondiali juniores    | Eugene       | 800 m piani | Batteria   | 1'52"59     |      |
| 2014 | Campionati CAC U20   | Morelia      | 800 m piani | Oro        | 1'52"38     |      |
| 2016 | Mondiali juniores    | Bydgoszcz    | 800 m piani | 4º         | 1'46"70     |      |
| 2017 | World Relays         | Nassau       | 4×800 m     | 5º         | 7'20"92     |      |
| 2017 | Mondiali             | Londra       | 800 m piani | Batteria   | 1'46"71     |      |
| 2017 | Universiadi          | Taipei       | 800 m piani | Oro        | 1'46"06     |      |
| 2018 | Giochi CAC           | Barranquilla | 800 m piani | Oro        | 1'45"2      |      |
| 2019 | Campionati NACAC U23 | Querétaro    | 800 m piani | 6º         | 1'55"87     |      |
| 2019 | Giochi panamericani  | Lima         | 800 m piani | Batteria   | dnf         |      |
| 2021 | Giochi olimpici      | Tokyo        | 800 m piani | Semifinale | 1'44"77     |      |
| 2022 | Mondiali             | Eugene       | 800 m piani | Semifinale | 1'46"17     |      |
| 2023 | Giochi CAC           | San Salvador | 800 m piani | 6º         | 1'50"71     |      |
| 2023 | Giochi panamericani  | Santiago     | 800 m piani | Argento    | 1'46"04     |      |
| 2023 | Giochi olimpici      | Parigi       | 800 m piani | Semifinale | 1'50"38     |      |